# 애비 돌턴
애비 돌턴(영어: Abby Dalton, 1932년 8월 15일 ~ 2020년 11월 23일)은 미국의 배우이다.

## 출연작 목록
- 사이버 추적자 (1994년)
- 롤러 브레이드 전사 (1989년)
- 호텔 - 시리즈 (1983년)
- 사랑의 유람선 (1977년)
- 더 영 앤 더 레스트리스 (1973년)
- 바이킹 여인 (1958년)
- 카니발 록 (1957년)
- 록 올 나이트 (1957년)